# نوشیدنی

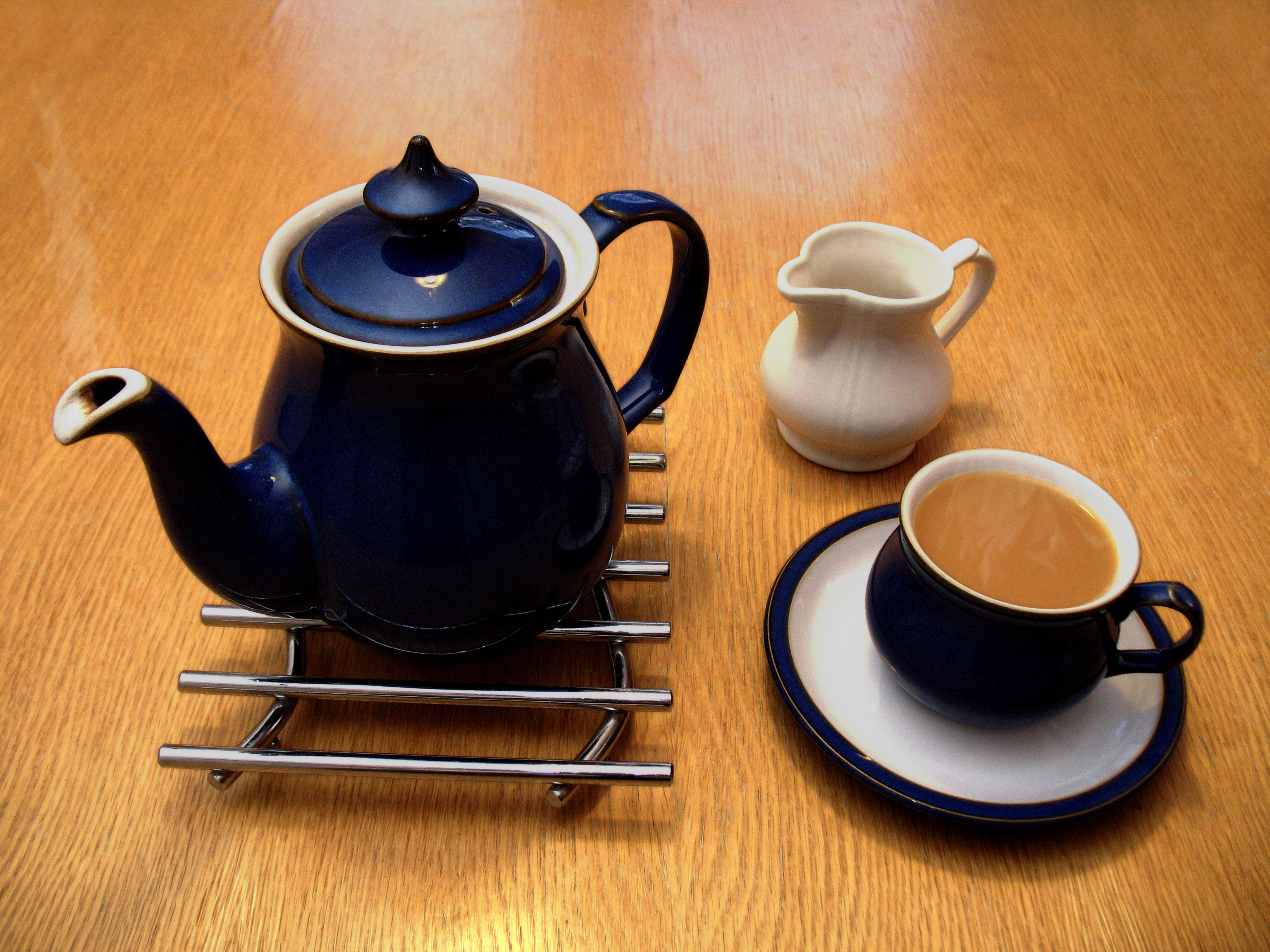
چای دومین نوشیدنی پرمصرف جهان است

نوشیدنی به مایع‌هایی گفته می‌شود که انسان می‌تواند آن را بنوشد.
نوشیدنی دارای انواع مختلفی می‌باشد. نوشیدنی گرم، نوشیدنی سرد، نوشیدنی الکلی و غیرالکلی و… تقسیم می‌شود.
نوشیدنی‌ها نقش مهمی در فرهنگ انسانی ایفا می‌کنند. انواع رایج نوشیدنی‌ها شامل آب، شیر، آب‌میوه‌ها، قهوه، چای، و نوشابه‌ها است. علاوه بر این، نوشیدنی‌های الکلی مانند شراب، آبجو، و نوشیدنی تقطیری، که حاوی اتانول است به مدت ۸۰۰۰ سال بخشی از فرهنگ و پیشرفت انسانی بوده است.
در تعریف سازمان یونسکو نوشیدنیهر مایع خالص یا مخلوط جامد در مایع، مایع در مایع یا گاز در مایع که به منظور رفع تشنگی، بلع یا هضم آسان‌تر آنچه همراه با آن خورده می‌شود، یا دستیابی به آثار جسمی و روانی دیگر از قبیل آرامش و لذت، مورد استفاده قرار گیرد.

## انواع نوشیدنی
- آب
- آبجو
- آب معدنی
- آب‌میوه
- چای
- دم‌نوش
- دوغ
- شراب
- شربت
- شیر
- شیرکاکائو
- ماءالشعیر
- قهوه
- نوشابه
- نوشابه انرژی‌زا